# Die Wiskottens
Die Wiskottens ist ein deutsches Stummfilm-Familienporträt aus dem Jahre 1926 von Arthur Bergen.

## Handlung
Erzählt wird die Geschichte der Barmer Industriellenfamilie Wiskotten, mit der zugleich ein Spiegelbild der Wilhelminischen Epoche mit all ihren Charakteristika nachgezeichnet wird. Begriffe wie Obrigkeitsgehorsam, Erfolgsstreben, bedingungslose Disziplin und Fleiß, patriarchalische Haltung gegenüber der Arbeitnehmerschaft und ein mangelndes Verständnis für soziale Probleme der „kleinen“ Leute bestimmen das Denken der gesellschaftlichen Oberschicht.
Die Wiskottens: das sind der alte Wiskotten und seine Gattin sowie sechs Söhne, die sich mit ganz bestimmten Aufgabenfeldern die Leitung der Firma teilen. Arbeit bestimmt ihr Leben, dessen Takt der Firmenpatriarch vorgibt. Emilie Wiskotten, die Gattin des ältesten der Söhne, Gustav Wiskotten, findet eines Tages, dass ihr Leben mehr sein müsse als nur die Arbeit ihres Gustav, die für ihn zum eigentlichen Leben geworden ist, und beginnt zu rebellieren. Ihr Vater Jeremias Scharwächter bestärkt sie in diesem Ansinnen, woraufhin Emilie ihren Gatten und das gemeinsame Heim verlässt. Gustav aber, genannt „der Chef“, durchschaut dieses Manöver des Schwiegervaters, der diesen Schritt aus Konkurrenzgründen befeuert hatte. Emilie hat ein Einsehen und kehrt zurück. Der jüngste Wiskotten, Ewald, genannt „der Maler“, ist ein Träumer und will ganz in seiner Kunst aufgehen, die ihn jedoch beinah verhungern lässt. Auch ihn packt die späte Einsicht, und er kehrt gleichfalls in den Schoß der Familie zurück.

## Produktionsnotizen
Die Wiskottens entstand im Februar und März 1926 im Filmatelier von Berlin-Staaken. Der Achtakter mit einer Länge von 2805 Filmmetern passierte die Filmzensur am 6. April 1926, die Uraufführung erfolgte drei Tage darauf. In Österreich lief Die Wiskottens am 27. August 1926 an.
Die von Max Knaake entworfenen Filmbauten wurden von Fritz Maurischat umgesetzt. Walter Lehmann hatte die Filmaufnahmeleitung.

## Kritik
Paimann’s Filmlisten resümierte: „Es ist ein Verdienst der Manuskriptverfasserin (Louise v. Droop) und des Regisseurs, daß der umfangreiche Stoff in prägnanter, flüssiger Form gestaltet und übermäßige Längen vermieden worden [sind]. Die Darstellung durch ein Starensemble ist in allen Rollen sehr gut, ohne daß jemand aus dem Rahmen fallen würde. Auch Aufmachung und Photographie sind saubere Arbeit.“